# 加布里埃尔·尼古拉·德拉雷尼
加布里埃尔·尼古拉·德拉雷尼（法語：Gabriel Nicolas de La Reynie，發音：[ɡabʁijɛl nikɔla də la ʁɛni]；1625年5月25日—1709年6月14日），是法国巴黎警察总局第一任局长、法国现代警察系统的奠基人。法国国王路易十四赋予他极大的权力，在他的治理下，巴黎成为被外界称为“欧洲城市之光”的城市，巴黎变的安全，小偷不再频繁出没，晚上也能安心出门，街面干净整洁，也不再有动辄打架斗殴的事件。1674年，侦破贵族串联推翻路易十四的阴谋，之后又负责侦破毒药事件。